# Ganzúa

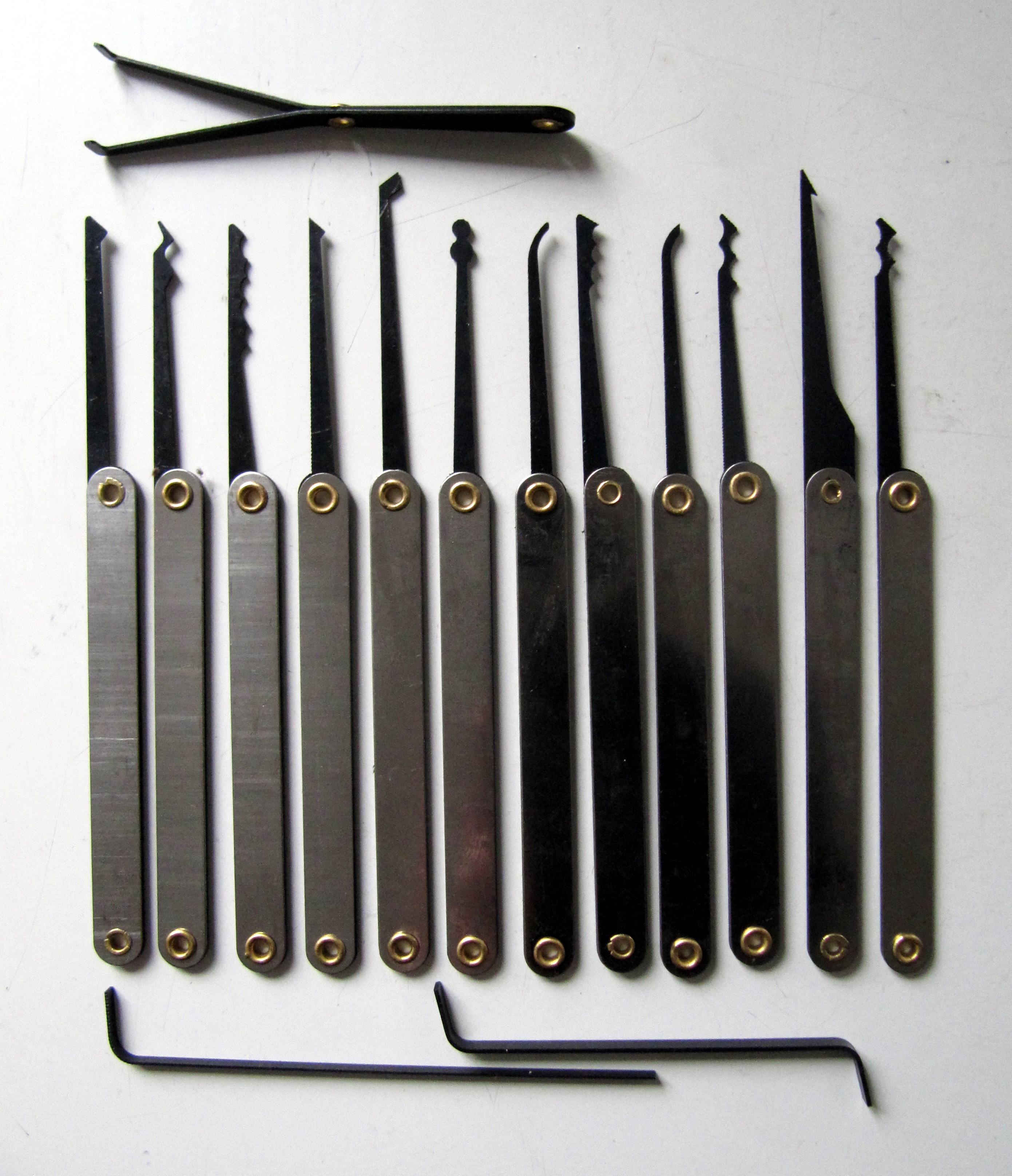
Conjunto de ganzúas y tensores

La ganzúa es una herramienta manual que se utiliza para manipular los elementos mecánicos de una cerradura, con el objetivo de realizar su apertura sin llave.
Su uso con fines delictivos es casi anecdótico, ya que el uso de las ganzúas es un arte que requiere mucho tacto, talento, paciencia, una buena visión espacial y mucho entrenamiento.
Existen comunidades en todo el mundo que buscan promover lo conocido como "ganzuado deportivo", arte/deporte cuyo fin es abrir cerraduras como reto, ya que algunas tienen una complejidad mecánica que requiere un profundo estudio, análisis y conocimiento para lograr su apertura.
También se realizan competiciones a nivel internacional para que múltiples aficionados a este hobby puedan mostrar sus aptitudes en una competición cuyo fin es abrir una serie de cerraduras en un tiempo mínimo.
En algunos países como Japón, la posesión de una ganzúa es ilegal, aunque  mucha gente la tiene; pero en muchos otros, están disponibles y es legal tenerlas siempre que no haya la intención de utilizarlas con propósitos criminales.
La apertura de cerraduras profesional y amateur también tiene una larga historia. El rey Luis XVI de Francia (1754-1793) era un hábil diseñador de cerraduras, ladrón y manipulador de cerraduras, y el físico Richard Feynman forzaba cerraduras por diversión en la década de 1940, cuando trabajaba en el Proyecto Manhattan. La tradición de los estudiantes del MIT de robar en tejados y túneles incluía forzar cerraduras, y en 1991 se publicó una guía al respecto.
Aunque la apertura de cerraduras puede asociarse con intenciones delictivas, es una habilidad importante para la profesión legítima de cerrajero reparador.
Las técnicas modernas de protección contra manipulaciones para cerraduras de cilindro estándar incluyen el uso de paredes laterales que bloquean el ojo de la cerradura y "pasadores de seguridad" o "pasadores de carnaval". Tienen forma de espiral, seta o cilindro y parecen engarzados, aunque en realidad no lo están. Los pasadores de seguridad también pueden hacer que otros pasadores se reinicien durante el ajuste. 
La ganzúa, también conocida como llave maestra, se utiliza para abrir cerraduras de pivote. Suele tener una forma más simple que la de una llave convencional utilizada para abrir una cerradura; esta forma permite la manipulación interna. Las llaves para cerraduras de grillete sólo requieren la manipulación de la parte posterior que abre la cerradura. Las otras partes están diseñadas para distinguir entre diferentes tipos de cerraduras. Por ejemplo, para una cómoda con una cerradura de grillete, puede hacer una ganzúa para este tipo de cerradura serrando todas las puntas excepto la última o las dos últimas, o las muescas a cada lado de la hoja. Además, una serie de ranuras a ambos lados de la hoja de la llave limitan el tipo de cerradura en el que puede encajar la llave. Cuando la llave se inserta en la cerradura a través del canal de la llave, los pasadores se alinean con las ranuras del perfil de la llave para permitir o denegar el acceso al cilindro de la cerradura.

## Referințe
1. ↑  «Louis XVI king of France». www.britannica.com. Consultado el 29 de enero de 2025.
2. ↑  «Louis XVI». en.chateauversailles.fr. Consultado el 29 de enero de 2025.
3. ↑  «The joy of lock picking». honisoit.com. Consultado el 29 de enero de 2025.
4. ↑  «A guide from a seasoned lock picker». www.lhomeky.org. Consultado el 29 de enero de 2025.
5. ↑  «The Lock Picking Hobbyist». www.secjuice.com. Consultado el 29 de enero de 2025.
6. ↑  «4 Jobs That Use Lock Picking». zerodaygear.com. Consultado el 29 de enero de 2025.
7. ↑  «The Art Of Lock Picking: An Inside Look». completelocksmithlv.com. Consultado el 29 de enero de 2025.
8. ↑  «Which Is The Best Euro Cylinder Lock?». securityclub.co.uk. Consultado el 29 de enero de 2025.
9. ↑  «Cylindrical Lock: A Full Guide». www.ilockey.com. Consultado el 29 de enero de 2025.
10. ↑  «Why pick locks?». www.lockpickworld.com. Consultado el 29 de enero de 2025.
11. ↑  «Security Pin». www.lockwiki.com. Consultado el 29 de enero de 2025.
12. ↑  «5 Types of Keys and What Makes Them Work Differently». dibslock.com. Consultado el 29 de enero de 2025.
13. ↑  «7 Quick Ways To Open A Lock Box Without A Key». unitedlocksmith.net. Consultado el 29 de enero de 2025.

- Datos: Q1351522
- Multimedia: Lockpicking / Q1351522